# Coffea dubardii
Coffea dubardii là một loài thực vật có hoa trong họ Thiến thảo. Loài này được Jum. mô tả khoa học đầu tiên năm 1933.